# Lago Lyell
El Lago Lyell (en inglés: Lyell Lake) es un lago en el lado este del Glaciar Lyell, en la isla San Pedro del archipiélago de las islas Georgias del Sur. Fue nombrado por el Comité de Topónimos Antárticos del Reino Unido en asociación con el glaciar.